# 31896 Гайдаров
 (31896) Гайдаров  (на английски: Gaydarov) е астероид от главния астероиден пояс.
Открит е в Станцията Socorro LINEAR на 30 март 2000 г.
Носи името на Петър Гайдаров, който е награден с второ място за неговия математически проект на панаира Intel International Science and Engineering Fair, през 2015 г.